# Línea C (Tranvía de Burdeos)
La línea C del Tranvía de Burdeos es una línea que une las estaciones de Parc des Expositions−Stade Mamut-Atlantique y Gare de Blanquefort con la de Villenave−Pyrénées. En términos geográficos une el norte de la aglomeración de Burdeos al sur, siempre en la orilla izquierda del río Garona.

## Historia
La línea C fue inaugurada el 24 de abril de 2004 y, al igual que la línea B, fue debido a problemas técnicos con el sistema de APS. Inicialmente entre Quinconces y Gare Saint-Jean la línea amplió su recorrido en las siguientes ocasiones:
- El 19 de noviembre de 2007, se prolongó entre Quinconces y Gran Parc
- El 27 de febrero de 2008, se prolongó entre Grand Parc y Les Aubiers y entre Gare Saint-Jean y Bègles—Terres Neuves
- El 22 de febrero de 2010, se prolongó entre Les Aubiers y Berges du Lac y, después de reestructurar completamente la red de autobuses, la línea pasa a ser de color rosa (y no verde, como antes)
- El 24 de enero de 2015, se prolongó entre Berges du Lac y Parc des Expositions—Stade Mamut-Atlantique
- El 16 de marzo de 2015, se prolongó la línea entre Bègles—Terres Neuves y Václav Havel
- El 17 de diciembre de 2016, se prolongó entre Cracovie y Gare de Blanquefort.
- El 2 de febrero de 2019, se prolongó entre Václav Havel y Villenave—Pyrénées

Actualmente, la línea, se opera con servicios "en X", alternando el destino del tren entre las dos extensiones.

## Recorrido
La rama noroeste de la línea C sale de la estación Gare de Blanquefort por vía única y paralela a las vías del tren. Después de varios pasos a nivel, llega a la estación Gare de Bruges. Después de la estación Ausone, deja de ser paralela a las vías y toma una antigua línea de la SNCF para llegar hasta Ravezies. Allí, continúa hasta la estación Cracovie, donde se junta con la rama noreste.
La rama noreste de la línea C sale de la estación Parc des Expositions—Stade Mamut-Atlantique, al lado del nuevo estadio de Burdeos y se dirige hacia el Lago de Burdeos. Lo rodea por el este y cruza la Ronda de Burdeos entre las salidas 4b y 4c. Después de atravesar el barrio de Aubiers, llega a la estación Cracovie, donde se junta con la rama noroeste.  
Juntas ambas ramas, la línea cruza por debajo de la Ronda de Burdeos para tomar dirección sur en la allée de Boutaut. Sigue después por la avenue Émile-Counord, por cours du Verdun y cours du Maréchal Foch para llegar a la place des Quinconces, donde, antes de cruzar las vías de la línea B, se incorpora a las vías de la línea D. Acto seguido se dirige hacia el río Garona.
Después de la estación Quinconces—Fleuve, la línea continúa paralela al río, pasando por delante de la estación Place de la Bourse (sin mobiliario urbano, para preservar las vistas sobre la plaza) y cruzando las vías de la línea A en Porte de Bourgogne. Luego, la línea zig-zaguea hasta la Gare Saint-Jean, a escasos metros de la Estación de Bordeaux—Saint-Jean.
La línea cruza la playa de vías por el pont du Guit y luego, después de dejar a la línea D, toma las calles rue Carle-Vernet, rue Léon-Jouhaux y los boulevards. Al entrar en Bègles, toma las calles Rue Roberts-Schiman, rue Ambroise-Croizat, rue Louis-Éloi y rue Frères Moga, hasta llegar a la estación Gare de Bègles. Allí, zig-zaguea de nuevo para cruzar por debajo de la Ronda de Burdeos, cerca de la salida 18, para llegar a la estación Villenave—Pyrénées.

### Correspondencias
- en Porte de Bourgogne
- en Quinconces
- entre Carle Vernet y Quinconces
- 13  en Gare Saint-Jean
- 15  en Gare Saint-Jean
- 31  en Gare Saint-Jean
- 32  en Gare Saint-Jean
- 33  en Gare Saint-Jean, Gare de Blanquefort y Gare de Bruges
- 41  en Gare Saint-Jean
- 42  en Gare Saint-Jean
- 43  en Gare Saint-Jean y Gare de Bègles
- 44  en Gare Saint-Jean
- 51  en Gare Saint-Jean
- 52  en Gare Saint-Jean
- 53  en Gare Saint-Jean
- en Gare Saint-Jean
- en Gare Saint-Jean

- Bat3  en Quinconces

## Infraestructura

### Servicios totales
En la línea operan los siguientes servicios:
- Gare de Blanquefort ↔ Villenave—Pyrénées
- Parc des Expositions—Stade Mamut-Atlantique ↔ Villenave—Pyrénées

### Servicios parciales
Anteriormente, la línea realizaba estos servicios parciales:
- Cracovie ↔ Carle Vernet
- Quinconces ↔ Gare de Bègles

Con la entrada de la línea , estos pasan a ser realizados por los trenes de esta línea, que, además, dan servicio al resto de estaciones de la línea .

### Cocheras deLa Jallère
Los trenes se guardan en las cocheras de La Jallère, cerca del estadio Mamut-Atlantique, en Burdeos, en la orilla izquierda del río Garona desde 2015. Antes se guardaban en el de La Bastide (línea A).

### Fuente de energía
Los trenes de esta línea se alimentan, mayoritariamente, gracias a una catenaria electrificada a 750 V CC. En los tramos que transcurren por el centro de Burdeos, utilizan el sistema APS, principalmente debido a razones estéticas. Concretamente, los tramos que no tiene presencia de catenaria son entre Saint-Michel y Place Paul-Doumer.

## Estaciones
|  |   |   |   |  | Estación                                    | Municipio         | Correspondencia              |  |
|  | - | - | - |  | ------------------------------------------- | ----------------- | ---------------------------- |  |
|  |   | ■ |   |  | Villenave—Pyrénées                          | Villenave-d'Ornon | 15                           |  |
|  |   | ■ |   |  | Villenave-Centre—Pont de la Maye            | Villenave-d'Ornon | 5S 15 89                     |  |
|  |   | ■ |   |  | Václav Havel                                | Bègles            | 5S 15 43 89                  |  |
|  |   | ■ |   |  | Parc de Mussonville                         | Bègles            | 15 34 43                     |  |
|  |   | ■ |   |  | Gare de Bègles                              | Bègles            | 15 34 43                     |  |
|  |   | ■ |   |  | Calais Centujean                            | Bègles            |                              |  |
|  |   | ■ |   |  | Stade Musard                                | Bègles            | 43                           |  |
|  |   | ■ |   |  | La Belle Rose                               | Bègles            | 11                           |  |
|  |   | ■ |   |  | Terres Neuves                               | Bègles            | 11 26                        |  |
|  |   | ■ |   |  | Carle Vernet                                | Burdeos           | 11                           |  |
|  |   | ■ |   |  | Belcier                                     | Burdeos           |                              |  |
|  |   | ■ |   |  | Gare Saint-Jean                             | Burdeos           | 1 9 10 11 31 601 701 702 710 |  |
|  |   | ■ |   |  | Tauzia                                      | Burdeos           |                              |  |
|  |   | ■ |   |  | Sainte-Croix                                | Burdeos           | 10 31                        |  |
|  |   | ■ |   |  | Saint-Michel                                | Burdeos           |                              |  |
|  |   | ■ |   |  | Porte de Bourgogne                          | Burdeos           | 16                           |  |
|  |   | ■ |   |  | Place de la Bourse                          | Burdeos           |                              |  |
|  |   | ■ |   |  | Quinconces                                  | Burdeos           | 2 3 26 47 302 601 703 Bat3   |  |
|  |   | ■ |   |  | Jardin Public                               | Burdeos           | 4 5N 15 26 703               |  |
|  |   | ■ |   |  | Place Paul Doumer                           | Burdeos           | 4 15                         |  |
|  |   | ■ |   |  | Camille Godard                              | Burdeos           | 15                           |  |
|  |   | ■ |   |  | Émile Counord                               | Burdeos           |                              |  |
|  |   | ■ |   |  | Grand Parc                                  | Burdeos           |                              |  |
|  |   | ■ |   |  | Place Ravezies—Le Bouscat                   | Burdeos           | 7 9 32 45 46                 |  |
|  |   | ■ |   |  | Cracovie                                    | Burdeos           | 7                            |  |
|  |   |   | • |  | Les Aubiers                                 | Burdeos           | 7 33 35 202                  |  |
|  |   |   | • |  | Berges du Lac                               | Burdeos           |                              |  |
|  |   |   | • |  | Quarante Journaux                           | Burdeos           | 15 32                        |  |
|  |   |   | • |  | Palais des Congrès                          | Burdeos           | 32                           |  |
|  |   |   | • |  | Parc des Expositions—Stade Mamut-Atlantique | Burdeos           | 25 37 73 705                 |  |
|  | • |   |   |  | La Vache                                    | Le Bouscat        | 15 33                        |  |
|  | • |   |   |  | Ausone                                      | Bruges            | 29                           |  |
|  | • |   |   |  | Gare de Bruges                              | Bruges            | 6 29 35 72                   |  |
|  | • |   |   |  | Frankton                                    | Blanquefort       | 22 29 57                     |  |
|  | • |   |   |  | Gare de Blanquefort                         | Blanquefort       | 22 29 37 57                  |  |

## Explotación de la línea

### Tiempo
En general, el tiempo que se tarda en realizar los recorridos más transitados es el siguiente:
- Quinconces ↔ Cracovie (10 minutos)
- Quinconces ↔ Gare Saint-Jean (11 minutos)
- Quinconces ↔ Parc des Expositions—Stade Mamut-Atlantique (21 minutos)
- Quinconces ↔ Gare de Bègles (22 minutos)
- Quinconces ↔ Gare de Blanquefort (28 minutos)
- Quinconces ↔ Villenave—Pyrénées (30 minutos)

### Frecuentación
El número de pasajeros anuales no ha dejado de aumentar desde su apertura.
| Año                              | 2007 | 2008 | 2013 | 2014 | 2015 | 2016 | 2017 |
| Número de Viajeros (en millones) | 7,0  | 11,7 | 17,2 | 16,5 | 18,9 | 21,3 | 25,4 |

## Futuro
No hay ninguna extensión prevista para esta línea, al menos de momento.